# Курышев, Александр Васильевич
Александр Васильевич Курышев (7 января 1925 года — 2 октября 1970 года) — участник Великой Отечественной войны, полный кавалер Ордена Славы (1946).

## Биография
Родился 7 января 1925 года в городе Ртищево Саратовской губернии в семье рабочего.
Окончил 2 курса электромеханического техникума в Ташкенте, работал на автобазе в городе Ура-Тюбе.
Призван в РККА Ура-Тюбинском районным военкоматом Ленинабадской области Таджикской ССР, с сентября 1943 года находился на фронтах Великой Отечественной войны.
7 декабря 1943 года гвардии рядовой Курышев, будучи замковым 76-мм пушки 307-го гвардейского стрелкового полка 110-й гвардейской стрелковой дивизии 53-й армии 2-го Украинского фронта, в районе села Константиновка Знаменского района Кировоградской области при отражении контратаки противника прямой наводкой в составе расчёта подбил танк и бронемашину, что способствовало удержанию стрелковыми подразделениями занимаемых позиций. 15 января 1944 года награждён орденом Славы 3 степени.
18 октября 1944 года гвардии сержант Курышев, будучи командиром орудия батареи 45-мм пушек 313-го гвардейского стрелкового полка той же дивизии в боях за населённый пункт Сент-Маргита к юго-востоку от венгерского города Польгар при отражении танковых атак противника выдвинул с расчётом орудие на прямую наводку и подбил танк, БТР и рассеял до взвода вражеской пехоты. 30 ноября 1944 года награждён орденом Славы 2 степени.
С 25 марта по 13 апреля 1945 года в боях по овладению городами Врабле и Нитра в Словакии и при форсировании рек Грон, Нитра, Ваг огнём из пушки поддерживал наступающую пехоту. При отражении контратак противника находился в боевых порядках стрелков и умело вёл огонь по врагу. Вместе со своим расчётом подавил 7 пулемётных точек, уничтожил БТР и до взвода живой силы противника. 13 апреля 1945 года при форсировании реки Морава и в боях за город Годонин поддерживал подразделения полка, подавил 2 пулемётные точки и уничтожил более 10 солдат противника. Указом Президиума Верховного Совета СССР от 15 мая 1946 года награждён орденом Славы 1 степени, став полным кавалером ордена Славы.
В 1948 году демобилизован в звании старшего сержанта. После демобилизации жил в городе Ура-Тюбе Ленинабадской области, работал диспетчером на автобазе.
Скоропостижно скончался 2 октября 1970 года.
Именем Курышева названа одна из улиц в Ура-Тюбе